# Rio Avon (Hampshire)
Para outros rios chamados Avon, veja Rio Avon.
"Avon Vale" redireciona aqui. Para o navio da Marinha Real, consulte HMS Avon Vale (L06).
O rio Avon é um rio no sudoeste da Inglaterra. Para distingui-lo de vários outros rios com o mesmo nome, costuma ser chamado de Bristol Avon. O nome 'Avon' é um cognato da palavra galesa afon, que significa 'rio'.
O Avon nasce ao norte da vila de Acton Turville em South Gloucestershire, antes de fluir por Wiltshire para Somerset. Em seu curso inferior de Bath (onde encontra o Canal Kennet e Avon) até o Estuário de Severn em Avonmouth, perto de Bristol, o rio é navegável e é conhecido como Avon Navigation.